# 元景安
元 景安（げん けいあん、生没年不詳）は、北魏・東魏の皇族。東魏・北斉に仕えた軍人。拓跋什翼犍の五世孫にあたる。

## 経歴
代郡公元永の子として生まれた。爾朱栄の下で大将軍府長流参軍となり、寧遠将軍の位を加えられ、大丞相府長流参軍に転じた。太昌元年（532年）、高歓が洛陽を平定すると、領軍婁昭の推薦で京畿都都督に任ぜられ、父の爵位である代郡公を受け、前将軍・太中大夫を加えられた。永熙3年（534年）、孝武帝に従って関中に入った。
天平末年、東魏が西魏を討つと、景安は東魏に帰順し、都督に任ぜられた。興和年間、親信都督となった。武定元年（543年）、邙山の戦いに参加して、奮戦して功績を挙げ、代郡公のまま西華都郷男の爵位を受けた。南朝梁の使者が来ると、斛律光・皮景和らとともに騎射を披露した。高澄が高歓の後を嗣ぐと、景安は封土を減らして将士に賜るよう上奏し、石保県開国子に降封され、安西将軍を加えられた。通州刺史となり、鎮西将軍を加えられ、子爵から伯爵に転じた。
天保元年（550年）、北斉が建国されると、征西将軍を加えられ、興勢県開国伯の別封を受け、定襄県令となり、高氏の姓を賜った。天保3年（552年）、庫莫奚を代川に討ち、本官のまま左右大都督を領した。天保4年（553年）、契丹を黄龍で討ち、北平郡太守を領した。後に柔然に対する征討に従って、武衛大将軍に転じ、左右大将軍を領し、七兵尚書を兼ねた。
突厥が強盛となると、景安は諸軍とともに北辺を守備した。軍人の不正な蓄財が横行したため、文宣帝がこれを調べさせたところ、景安のみが侵奪をおこなっていなかったので、文宣帝はかれを褒めて清廉ぶりを顕彰した。都官尚書に転じ、儀同三司を加えられ、高平郡を食邑とした。乾明元年（560年）、七兵尚書に転じ、車騎大将軍を加えられた。皇建元年（同年）、侍中を兼ね、鄴におもむいて百官をねぎらい、市井を巡察した。孝昭帝が群臣とともに西園で宴会し、200人あまりで弓射を競ったとき、景安は130歩の距離から的の獣の鼻に射当てて、孝昭帝に賞賛され、良馬・金玉の賞品を受けた。
太寧元年（561年）、開府儀同三司の位を加えられた。太寧2年（562年）、右衛将軍となり、まもなく右衛大将軍に転じた。天統元年（565年）、并州尚書右僕射をつとめ、まもなく徐州刺史として出向した。天統4年（568年）、豫州道行台僕射・豫州刺史となった。武平3年（572年）、豫州刺史のまま、行台尚書令に進み、歴陽郡王に封ぜられた。景安は豫州の治安を安定させ、管内の少数民族数万戸にも租税を納めさせるようにした。武平6年（575年）、鄴に召されて領軍大将軍となった。北周に入って、大将軍・大義郡開国公として稽胡を討ち、戦没した。
子の元仁は、北斉の武平末年に儀同三司・武衛となり、隋に入って驃騎将軍となり、丹陽郡太守として死去した。

## 伝記資料
- 『北斉書』巻41 列伝第33
- 『北史』巻53 列伝第41